# Ölands dramatiska teater
Ölands dramatiska teater är en dockteatergrupp som bildades 2006 av Anna Hammarstedt och Anna Thorén Mörnerud. Gruppen uppför barn- och ungdomspjäser och var från början endast turnerande. 2024 etablerade gruppen en fast scen i tidigare Köpingskolan i Mörbylånga.
År 2010 erhöll gruppen för första gången produktionsstöd från Statens kulturråd och 2018 ett statligt projektbidrag om 500 000 kronor.